# Pleurosicya annandalei
Pleurosicya annandalei és una espècie de peix de la família dels gòbids i de l'ordre dels perciformes.

## Morfologia
Els mascles poden assolir els 3 cm de longitud total.

## Distribució geogràfica
Es troba a Sodwana Bay (Sud-àfrica), nord de l'oceà Índic i Nova Guinea.